# Felipe Sodinha
Felipe Monteiro Diogo, conosciuto come Felipe Sodinha (Jundiaí, 17 luglio 1988), è un calciatore brasiliano, centrocampista o attaccante dell'Atletico Offlaga.

## Caratteristiche tecniche
Trequartista mancino dalla classe cristallina, gode di una eccellente tecnica individuale. Durante la sua carriera ha avuto diversi problemi di peso, arrivando a raggiungere addirittura 104kg, a causa di una vita sregolata fuori dal campo in cui era solito consumare numerose bevande alcoliche. Oltre a ciò ha avuto anche diversi problemi alle ginocchia che hanno contribuito a limitarne il rendimento.

## Carriera
Inizia la sua carriera nelle giovanili del Paulista, squadra della sua città natale, Jundiaí. Successivamente decide poi di adottare il soprannome "Sodinha", usato dal padre quando fu anch'egli calciatore, in quanto amante della bibita gassata Soda.
Nel 2008, all'età di 20 anni, viene acquistato dall'Udinese, che avendo in rosa giocatori già affermati come Di Natale, Pepe e Quagliarella, negli anni successivi decide di cederlo in prestito a varie squadre italiane. La prima di queste fu il Bari, con il quale esordì in Serie B nella stagione 2008-2009. A fine stagione colleziona 4 presenze e il Bari viene promosso in Serie A, vincendo il campionato. Vestirà poi le maglie di Paganese e Portogruaro in Lega Pro Prima Divisione.
Dopo essere stato inattivo per una stagione, nel 2012 decide di tornare in Brasile al Ceará, per poi subito ritornare in Italia per accasarsi al Brescia, in Serie B. Con la maglia della squadra lombarda trascorre i suoi anni migliori a livello prestazionale, segnando la sua prima rete alla 19ª giornata del campionato 2013-14, nella vittoria interna sul Varese 4-2. Nell'estate del 2014, a seguito di suoi comportamenti poco corretti, viene messo fuori rosa dall'allenatore Ivo Iaconi. Ad ottobre viene tuttavia reintegrato e convocato per la settima giornata di campionato. A dicembre, con il Brescia in piena crisi societaria, chiede la messa in mora della società, a seguito di mancati stipendi. Sul campo resta poi coinvolto nella stagione negativa dei lombardi, non riuscendo ad evitare la retrocessione del club in Lega Pro nonostante il risanamento societario.
Il 9 luglio 2015 firma il contratto di un anno più opzione con il Trapani. Il 7 gennaio 2016 recede dal contratto con la squadra siciliana e si ritira dal calcio giocato all'età di soli 27 anni, a causa di problemi fisici, intraprendendo il ruolo di procuratore sportivo.
Nel gennaio 2017, risolti i problemi fisici, decide di tornare nel calcio e firma un nuovo contratto con il Mantova militante in Lega Pro.
Nell'estate dello stesso anno, firma un contratto per il Mestre, militante in Serie C, per la stagione 2017/2018.
Nel corso del mercato di gennaio 2018 si trasferisce al Rezzato, società bresciana militante in Serie D.
Il 17 luglio 2019 torna tra i professionisti firmando per il Modena, in Serie C. L'esordio arriva nella seconda partita di campionato contro il Piacenza, match dove colpisce la traversa dopo un calcio di rigore. In poco tempo diventa un punto cardine della squadra, sia con Mauro Zironelli che con Michele Mignani, diventando pure vice-capitano del club canarino. Segna la sua prima rete gialloblu nel match interno contro il Rimini, mentre grazie ad una sua rete su punizione il Modena riesce a pareggiare contro l'Arzignano. Nel match interno contro il Ravenna, causa l'assenza per infortunio del capitano Armando Perna, indossa per la prima volta la fascia da capitano. Ad inizio gennaio, in un'amichevole contro il Colorno, si procura un infortunio al polpaccio, evento che lo porta a stare fuori dal campo per un mese e mezzo. Torna a disposizione per il match vinto contro il Sudtirol, in cui però non viene schierato in campo. Dopo lo stop a causa della pandemia di Covid-19, la società decide di rinnovargli il contratto.
Dopo la naturale scadenza del contratto con il Modena, il 16 agosto 2021 firma per lo Sporting Franciacorta.
Nel settembre del 2022 firma per il Cast Brescia, disputando il girone C dell'Eccellenza Lombardia, contribuendo alla promozione della squadra in serie D e alla vittoria della Coppa Italia di categoria.
Per la stagione 2023-2024 viene ingaggiato dall'Ospitaletto, con cui vince il girone C dell'Eccellenza Lombardia, ottenendo, per il secondo anno consecutivo, la promozione in Serie D.
Nell'estate 2024 si trasferisce all'Atletico Offlaga, militante in Prima Categoria.

## Statistiche

### Presenze e reti nei club
Statistiche aggiornate al 15 dicembre 2024.
| Stagione        | Squadra          | Campionato      | Campionato | Campionato | Coppe nazionali | Coppe nazionali | Coppe nazionali | Coppe continentali | Coppe continentali | Coppe continentali | Altre coppe | Altre coppe | Altre coppe | Totale | Totale |
| Stagione        | Squadra          | Comp            | Pres       | Reti       | Comp            | Pres            | Reti            | Comp               | Pres               | Reti               | Comp        | Pres        | Reti        | Pres   | Reti   |
| --------------- | ---------------- | --------------- | ---------- | ---------- | --------------- | --------------- | --------------- | ------------------ | ------------------ | ------------------ | ----------- | ----------- | ----------- | ------ | ------ |
| 2007            | Paulista         | B               | 9          | 1          | CB              | 0               | 0               | -                  | -                  | -                  | -           | -           | -           | 9      | 1      |
| 2007-2008       | Udinese          | A               | 0          | 0          | CI              | 0               | 0               | -                  | -                  | -                  | -           | -           | -           | -      | -      |
| 2008-feb. 2009  | Bari             | B               | 4          | 0          | CI              | 2               | 0               | -                  | -                  | -                  | -           | -           | -           | 6      | 0      |
| feb.-giu. 2009  | Paganese         | 1D              | 10         | 0          | CI-LP           | 0               | 0               | -                  | -                  | -                  | -           | -           | -           | 10     | 0      |
| 2009-feb. 2010  | Portogruaro      | 1D              | 3          | 0          | CI-LP           | 0               | 0               | -                  | -                  | -                  | -           | -           | -           | 3      | 0      |
| feb.-giu. 2010  | Triestina        | B               | 0          | 0          | CI              | 0               | 0               | -                  | -                  | -                  | -           | -           | -           | 0      | 0      |
| 2012            | Cearà            | A               | 10         | 1          | CB              | 0               | 0               | -                  | -                  | -                  | -           | -           | -           | 10     | 1      |
| 2012-2013       | Brescia          | B               | 14+2       | 0          | CI              | 0               | 0               | -                  | -                  | -                  | -           | -           | -           | 16     | 0      |
| 2013-2014       | Brescia          | B               | 26         | 3          | CI              | 0               | 0               | -                  | -                  | -                  | -           | -           | -           | 26     | 3      |
| 2014-2015       | Brescia          | B               | 22         | 2          | CI              | 0               | 0               | -                  | -                  | -                  | -           | -           | -           | 22     | 2      |
| Totale Brescia  | Totale Brescia   | Totale Brescia  | 62+2       | 5          |                 | 0               | 0               |                    | -                  | -                  |             | -           | -           | 64     | 5      |
| 2015-gen. 2016  | Trapani          | B               | 3          | 0          | CI              | 2               | 0               | -                  | -                  | -                  | -           | -           | -           | 5      | 0      |
| gen.-giu. 2017  | Mantova          | LP              | 9          | 2          | CI-LP           | 0               | 0               | -                  | -                  | -                  | -           | -           | -           | 9      | 2      |
| 2017-gen. 2018  | Mestre           | C               | 13         | 1          | CI-C            | 2               | 0               | -                  | -                  | -                  | -           | -           | -           | 15     | 1      |
| gen.-giu. 2018  | Rezzato          | D               | 8+1        | 3+1        | CI-D            | 0               | 0               | -                  | -                  | -                  | -           | -           | -           | 9      | 4      |
| 2018-2019       | Rezzato          | D               | 25         | 8          | CI+CI-D         | 2+1             | 1+0             | -                  | -                  | -                  | -           | -           | -           | 28     | 9      |
| Totale Rezzato  | Totale Rezzato   | Totale Rezzato  | 33+1       | 11+1       |                 | 2+1             | 1+0             |                    | -                  | -                  |             | -           | -           | 37     | 13     |
| 2019-2020       | Modena           | C               | 15         | 2          | CI-C            | 0               | 0               | -                  | -                  | -                  | -           | -           | -           | 15     | 2      |
| 2020-2021       | Modena           | C               | 23         | 3          | CI              | 1               | 0               | -                  | -                  | -                  | -           | -           | -           | 24     | 3      |
| Totale Modena   | Totale Modena    | Totale Modena   | 38         | 5          |                 | 1               | 0               |                    | -                  | -                  |             | -           | -           | 39     | 5      |
| 2021-2022       | Franciacorta     | D               | 20         | 4          | CI-D            | 0               | 0               | -                  | -                  | -                  | -           | -           | -           | 20     | 4      |
| 2022-2023       | Cast Brescia     | Ecc.            | 26         | 7          | CI-Dil          | 8               | 3               | -                  | -                  | -                  | -           | -           | -           | 34     | 10     |
| 2023-2024       | Ospitaletto      | Ecc.            | 22         | 2          | CI-Dil          | -               | -               | -                  | -                  | -                  | -           | -           | -           | 22     | 2      |
| 2024-2025       | Atletico Offlaga | PC              | 13         | 6          | -               | -               | -               | -                  | -                  | -                  | -           | -           | -           | 13     | 6      |
| Totale carriera | Totale carriera  | Totale carriera | 275+3      | 45+1       |                 | 17+1            | 4+0             |                    | -                  | -                  |             | -           | -           | 296    | 50     |

## Palmarès

### Club

#### Competizioni nazionali
- Lega Pro Prima Divisione: 1

Portogruaro: 2009-2010 (girone B)
- Coppa Italia Dilettanti: 1

Cast Brescia: 2022-2023

#### Competizioni regionali
- Eccellenza: 2

Cast Brescia: 2022-2023 (girone C)
Ospitaletto: 2023-2024 (girone C)
- Coppa Italia Dilettanti Lombardia: 1

Cast Brescia: 2022-2023